# Schwenk Zement

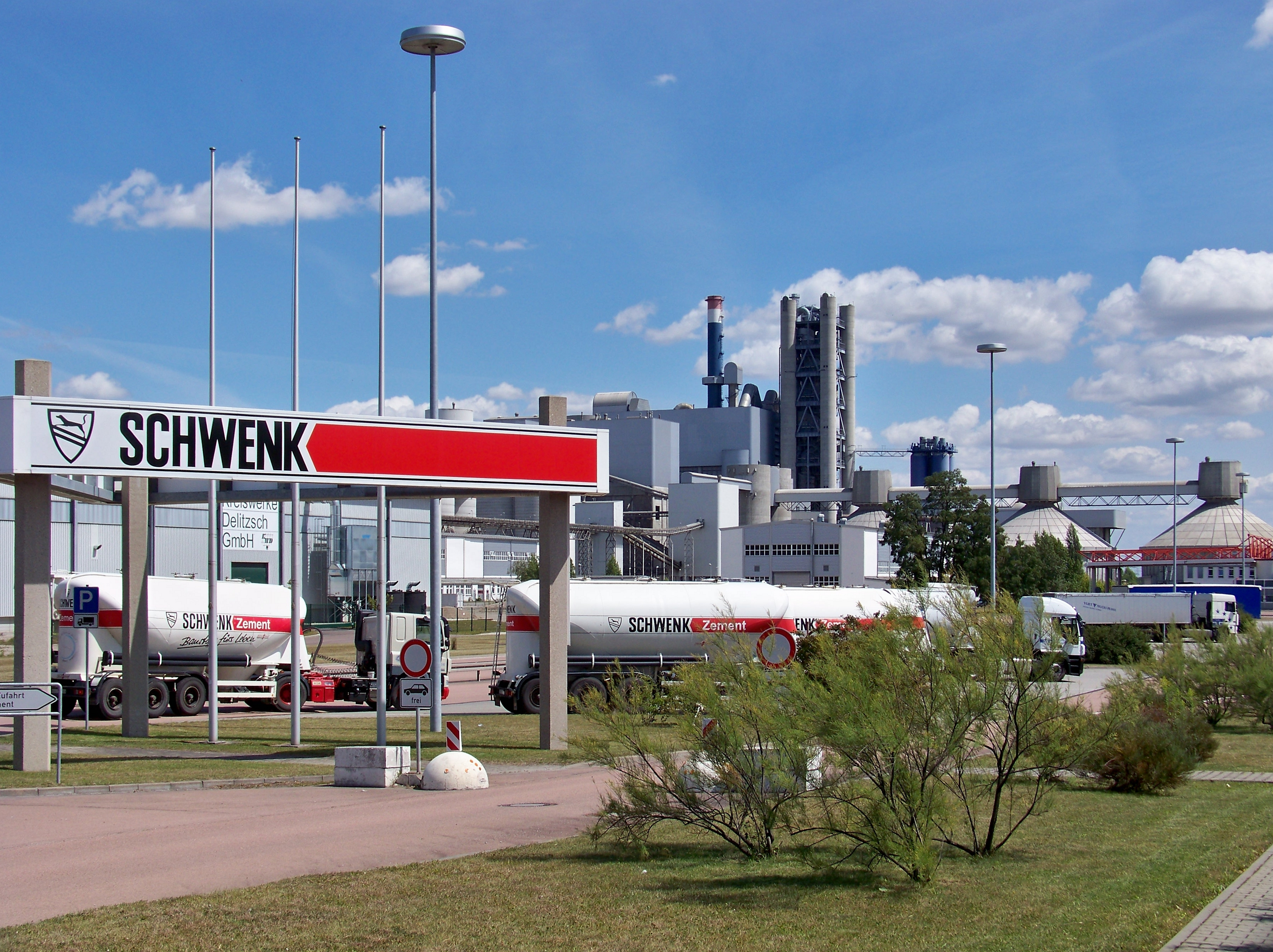
Schwenk Zementwerk in Bernburg (Saale)

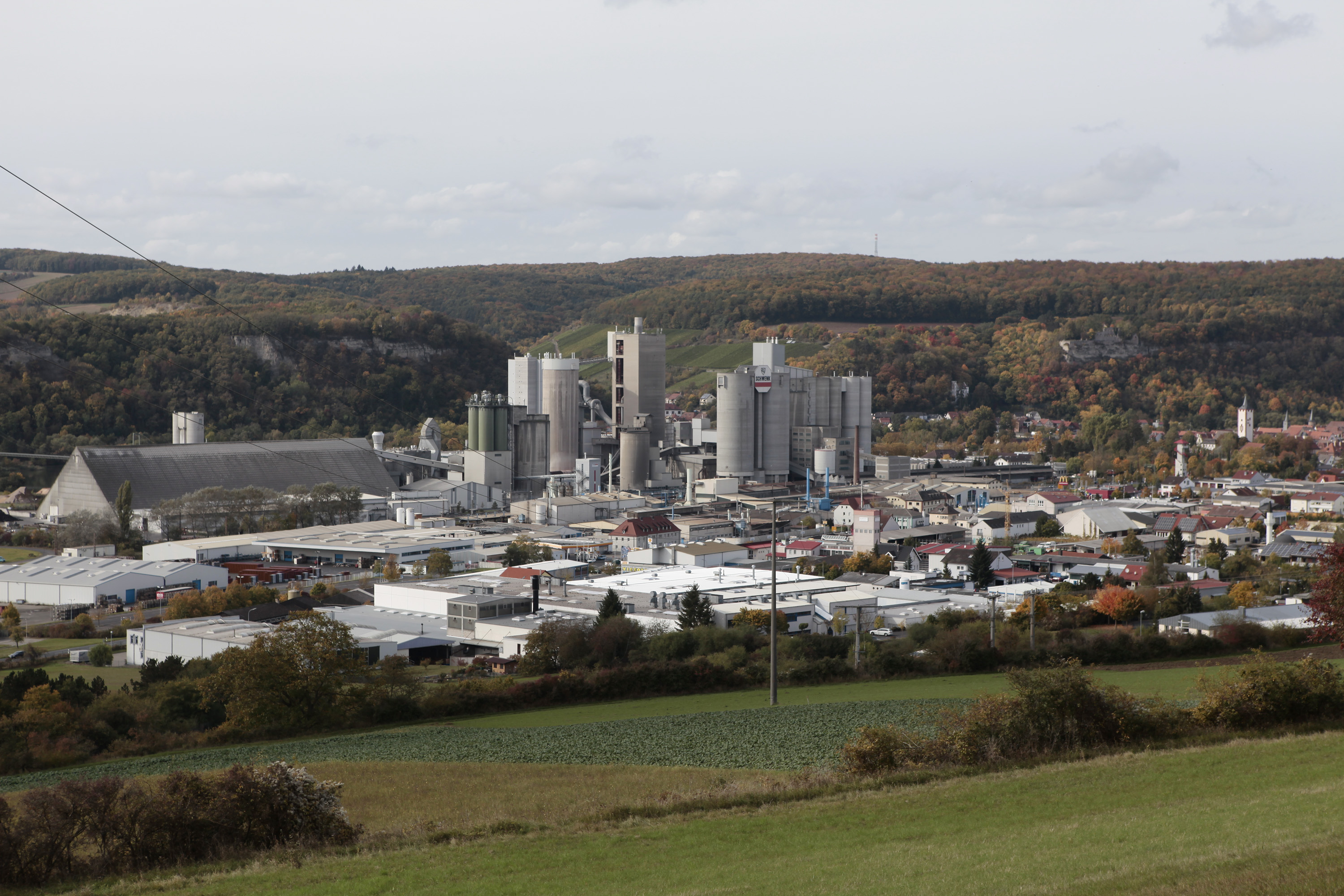
Schwenk Zementwerk in Karlstadt (Unterfranken)

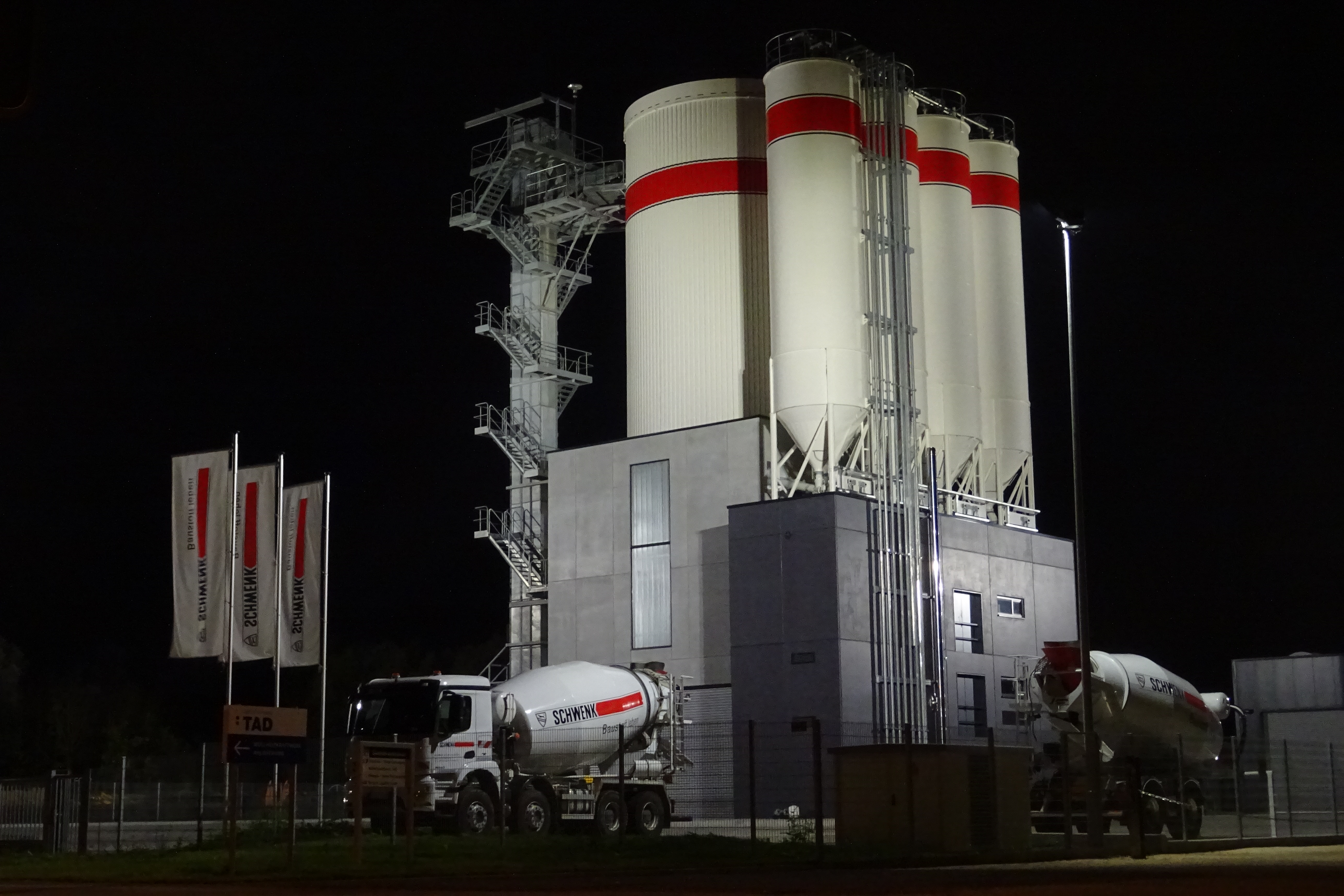
Schwenk Betonmischanlage in Ulm

Die Schwenk Zement GmbH & Co. KG ist ein deutscher Zementhersteller. Die Hauptverwaltung des Unternehmens befindet sich in Ulm. Es gibt weitere Niederlassungen in Deutschland sowie der Schweiz, den Niederlanden, Ungarn, Polen und Tschechien sowie mit der Ohorongo-Zementfabrik in Namibia.

## Schwesterunternehmen
Die Schwenk Zement GmbH & Co. KG befindet sich vollständig im Besitz der Familie Schleicher.
Im März 2006 wurde bekannt, dass die Familie Schleicher (über eine Beteiligungsgesellschaft) eine Mehrheitsbeteiligung an der Paul Hartmann AG besitzt.
Anfang 2006 hat ein Unternehmen der Schwenk-Gruppe mitgeteilt, dass ihr eine Mehrheitsbeteiligung an der Wieland-Werke AG gehört.

## Geschichte

### 19. Jahrhundert
Die Ursprünge des Unternehmens reichen in das Jahr 1847 zurück, als Eduard Schwenk in Söflingen mit der Zementproduktion begann. Die erste Produktionsstätte befand sich in einer ehemaligen Klostermühle, 1857 folgten eigene Öfen in Allmendingen und Gerhausen.
Nachdem Eduard Schwenk 1869 verstorben war, übernahm seine Witwe Marie das Unternehmen und baute es weiter aus. 1874 trat ihr Sohn Carl Schwenk in das Unternehmen ein, welcher 1876 die ersten Betonfertigprodukte vorstellen konnte. Am 16. Juli 1889 wurde ein neues Werk in Allmendingen eröffnet.

### 20. Jahrhundert
1901 ging die neue Zementfabrik in Mergelstetten in Betrieb. 1937 erwarb das Unternehmen das nordbayerische Zementwerk Karlstadt. 1955 wurde in Allmendingen der erste Drehrohrofen Schwenks in Betrieb genommen.
1985 erwarb das Unternehmen die Isotex Baustoffwerke, womit der Bereich der Dämmtechnik gestärkt wurde. Nach der Wende in der DDR erwarb das Unternehmen 1990 das Zementwerk in Bernburg (Saale). Dieses wurde vollständig umgebaut und war bei der Eröffnung 1994 das modernste Zementwerk Europas.

### 21. Jahrhundert
2003 wurde gegen das Unternehmen vom Bundeskartellamt auf Grund der Beteiligung am Zementkartell ein Bußgeld in Höhe von 142 Millionen Euro verhängt. Schwenk Zement legte vor dem OLG Düsseldorf gegen das Urteil Einspruch ein. Das OLG Düsseldorf bestätigte die Vorwürfe des Bundeskartellamtes weitestgehend und schloss das Verfahren mit reduzierten Bußgeldern gegen Schwenk (auf 70 Millionen Euro) und die anderen Beteiligten des Zementkartells ab.